# Geelbuikspecht
De geelbuikspecht (Veniliornis dignus) is een vogel uit de familie Picidae (spechten).

## Verspreiding en leefgebied
Deze soort komt voor van zuidwestelijk Venezuela tot Peru en telt drie ondersoorten:
- V. d. dignus: zuidwestelijk Venezuela, westelijk Colombia en noordelijk Ecuador.
- V. d. baezae: het oostelijke deel van Centraal-Ecuador.
- V. d. valdizana: het oostelijke deel van Centraal-Peru.

## Status
De grootte van de populatie is niet gekwantificeerd maar de soort wordt omschreven als niet algemeen voorkomend. Op de Rode lijst van de IUCN heeft deze soort de status niet bedreigd.